# Liste der Gebietsänderungen in der Provinz Utrecht
Die Liste der Gebietsänderungen in der Provinz Utrecht enthält wichtige Änderungen der Gemeindegebiete in der niederländischen Provinz Utrecht in der Zeit vom 1. Januar 1812 bis heute. Dazu zählen unter anderem Zusammenschlüsse und Trennungen von Gemeinden, Eingliederungen von Gemeinden in eine andere, Änderungen des Gemeindenamens und größere Umgliederungen von Teilen einer Gemeinde in eine andere. Kleinere Änderungen werden nicht berücksichtigt.

## Legende
- Datum: juristisches Wirkungsdatum der Gebietsänderung
- Gemeinde vor der Änderung: Gemeinde vor der Gebietsänderung
- Maßnahme: Art der Änderung
- Gemeinde nach der Änderung: Gemeinde nach der Gebietsänderung

Die Sortierung erfolgt chronologisch nach dem Datum und nach der aufnehmenden oder neu gebildeten Gemeinde. Heute noch bestehende Gemeinden sind farbig unterlegt. Die Gemeinden, die in die Provinz Utrecht wechselten, sind grün, diejenigen, die sie verließen, rot unterlegt.

## Geschichte

### Französische Zeit
In der französischen Zeit gehörten die Gemeinden zum südöstlichen Teil des Départements Zuyderzée.

### Anzahl der Provinzen
Im Grundgesetz vom März 1814 wurde die (erneute) Bildung von 9 Provinzen mit Wirkung vom 1. Mai 1814 bekannt gegeben. Im Grundgesetz vom August 1815 wurde nach dem Hinzukommen des Gebiets, das später zum selbständigen Staat Belgien wurde, insgesamt 19 Provinzen benannt. Von diesen gehörten 10 zum Gebiet der heutigen Niederlande. Die Provinz Limburg wurde am 9. Oktober 1815 gebildet.
Offiziell wurde die Provinz Holland im Jahr 1840 in die neuen Provinzen Noord-Holland und Zuid-Holland aufgeteilt. In beiden Gebieten gab es allerdings bereits seit 1814 eine voneinander unabhängige selbständige Verwaltung. Von 1840 an gab es in den Niederlanden somit 11 Provinzen, bis im Jahr 1986 Flevoland hinzukam und zur bis heute gültigen Anzahl von 12 Provinzen führte.

## Gebietsänderungen
| Datum      | Gemeinde vor der Änderung                                    | Maßnahme        | Gemeinde nach der Änderung                                                    |
| ---------- | ------------------------------------------------------------ | --------------- | ----------------------------------------------------------------------------- |
| 19.09.1814 | Abcoude, Provinz Holland                                     | Umgliederung    | Abcoude                                                                       |
| 19.09.1814 | Baambrugge, Provinz Holland                                  | Umgliederung    | Baambrugge                                                                    |
| 19.09.1814 | Hoevelaken, Stoutenburg                                      | Umgliederung    | Hoevelaken, Gelderland, Stoutenburg                                           |
| 19.09.1814 | Loenen, Provinz Holland, Stichts Loenen                      | Umgliederung    | Loenen, Stichts Loenen                                                        |
| 19.09.1814 | Nieuwkoop                                                    | Umgliederung    | Nieuwkoop, Provinz Holland                                                    |
| 19.09.1814 | Nieuwveen                                                    | Umgliederung    | Nieuwveen, Provinz Holland                                                    |
| 19.09.1814 | Oudewater                                                    | Umgliederung    | Oudewater, Provinz Holland                                                    |
| 19.09.1814 | Polsbroek, Cabauw, Vliet, Vlist, Zevender und Zuid-Polsbroek | Umgliederung    | Polsbroek, Provinz Holland, Cabauw, Vliet, Vlist, Zevender und Zuid-Polsbroek |
| 19.09.1814 | Scherpenzeel                                                 | Umgliederung    | Scherpenzeel, Provinz Gelderland                                              |
| 19.09.1814 | Schoonhoven                                                  | Umgliederung    | Schoonhoven, Holland                                                          |
| 19.09.1814 | Uithoorn, Provinz Holland                                    | Umgliederung    | Uithoorn                                                                      |
| 19.09.1814 | Vinkeveen, Provinz Holland                                   | Umgliederung    | Vinkeveen                                                                     |
| 19.09.1814 | Vreeland, Provinz Holland                                    | Umgliederung    | Vreeland                                                                      |
| 19.09.1814 | Waarder, Barwoudswaarder, Hekendorp und Waarder              | Umgliederung    | Waarder, Provinz Holland, Barwoudswaarder, Hekendorp und Waarder              |
| 19.09.1814 | Woerden                                                      | Umgliederung    | Woerden, Provinz Holland                                                      |
| 19.09.1814 | Zevenhoven                                                   | Umgliederung    | Zevenhoven, Provinz Holland                                                   |
| 01.04.1817 | Harmelen, Indijk                                             | Neubildung      | Indijk, Provinz Holland                                                       |
| 01.04.1817 | Linschoten, Snelrewaard                                      | Neubildung      | Snelrewaard, Provinz Holland                                                  |
| 01.04.1817 | Harmelen, Teckop                                             | Neubildung      | Teckop, Provinz Holland                                                       |
| 01.05.1817 | Loenen                                                       | Namensänderung  | Stichts Loenen                                                                |
| 01.01.1818 | Baambrugge                                                   | Namensänderung  | Abcoude-Baambrugge                                                            |
| 01.01.1818 | Abcoude                                                      | Namensänderung  | Abcoude-Proostdij                                                             |
| 01.01.1818 | Utrecht, Abstede                                             | Neubildung      | Abstede                                                                       |
| 01.01.1818 | Linschoten, Achthoven                                        | Neubildung      | Achthoven                                                                     |
| 01.01.1818 | Westbroek, Achttienhoven                                     | Neubildung      | Achttienhoven                                                                 |
| 01.01.1818 | Nederhorst den Berg, Ankeveen                                | Neubildung      | Ankeveen                                                                      |
| 01.01.1818 | Breukelen, Nijenrode                                         | Neubildung      | Breukelen-Nijenrode                                                           |
| 01.01.1818 | Breukelen, Sint Pieters                                      | Neubildung      | Breukelen-Sint Pieters                                                        |
| 01.01.1818 | Utrecht, Catharijne                                          | Neubildung      | Catharijne                                                                    |
| 01.01.1818 | Leersum, Darthuizen                                          | Neubildung      | Darthuizen                                                                    |
| 01.01.1818 | Bunschoten, Duist                                            | Neubildung      | Duist                                                                         |
| 01.01.1818 | Harmelen, Gerverskop                                         | Neubildung      | Gerverskop                                                                    |
| 01.01.1818 | Kamerik, ’s-Gravesloot                                       | Neubildung      | ’s-Gravesloot                                                                 |
| 01.01.1818 | Vleuten, Haarzuilens                                         | Neubildung      | Haarzuilens                                                                   |
| 01.01.1818 | Everdingen, Hagestein                                        | Neubildung      | Hagestein                                                                     |
| 01.01.1818 | Polsbroek, Hoenkoop                                          | Neubildung      | Hoenkoop                                                                      |
| 01.01.1818 | Kamerik, Houtdijken                                          | Neubildung      | Kamerik-Houtdijken                                                            |
| 01.01.1818 | Kamerik, Mijzijde                                            | Neubildung      | Kamerik-Mijzijde                                                              |
| 01.01.1818 | Breukelen, Laag-Nieuwkoop                                    | Neubildung      | Laag-Nieuwkoop                                                                |
| 01.01.1818 | Waarder, Laag-Nieuwkoop                                      | Neubildung      | Lange Ruige Weide                                                             |
| 01.01.1818 | Utrecht, Lauwerecht                                          | Neubildung      | Lauwerecht                                                                    |
| 01.01.1818 | Stichts Loenen, Loenersloot                                  | Neubildung      | Loenersloot                                                                   |
| 01.01.1818 | Doorn, Maarn                                                 | Neubildung      | Maarn                                                                         |
| 01.01.1818 | Maarssen, Maarssenbroek                                      | Neubildung      | Maarssenbroek                                                                 |
| 01.01.1818 | Tienhoven, Maarsseveen                                       | Neubildung      | Maarsseveen                                                                   |
| 01.01.1818 | Nederhorst den Berg, Nigtevecht                              | Neubildung      | Nigtevecht                                                                    |
| 01.01.1818 | Polsbroek, Noord-Polsbroek                                   | Neubildung      | Noord-Polsbroek                                                               |
| 01.01.1818 | Werkhoven, Odijk                                             | Neubildung      | Odijk                                                                         |
| 01.01.1818 | Jutphaas, Oudenrijn                                          | Neubildung      | Oudenrijn                                                                     |
| 01.01.1818 | Wilnis, Oudhuizen                                            | Neubildung      | Oudhuizen                                                                     |
| 01.01.1818 | Houten, Oud-Woelven                                          | Neubildung      | Oud-Woelven                                                                   |
| 01.01.1818 | Waarder, Oukoop                                              | Neubildung      | Oukoop                                                                        |
| 01.01.1818 | Waarder, Papekop                                             | Neubildung      | Papekop                                                                       |
| 01.01.1818 | Breukelen, Portengen                                         | Neubildung      | Portengen                                                                     |
| 01.01.1818 | Bunnik, Rhijnauwen                                           | Neubildung      | Rhijnauwen                                                                    |
| 01.01.1818 | Zegveld, Rietveld                                            | Neubildung      | Rietveld                                                                      |
| 01.01.1818 | Breukelen, Gebietsteile, Stichts Loenen, Gebietsteile        | Neubildung      | Ruwiel                                                                        |
| 01.01.1818 | Driebergen, Rijsenburg                                       | Neubildung      | Rijsenburg                                                                    |
| 01.01.1818 | Houten, Schonauwen                                           | Neubildung      | Schonauwen                                                                    |
| 01.01.1818 | Langbroek, Sterkenburg                                       | Neubildung      | Sterkenburg                                                                   |
| 01.01.1818 | Hoevelaken, Stoutenburg                                      | Neubildung      | Stoutenburg                                                                   |
| 01.01.1818 | Uithoorn, Thamen                                             | Neubildung      | Thamen                                                                        |
| 01.01.1818 | Jutphaas, Gebietsteile, Utrecht, Gebietsteile                | Neubildung      | Tolsteeg                                                                      |
| 01.01.1818 | Schalkwijk, Tull en ’t Waal                                  | Neubildung      | Tull en ’t Waal                                                               |
| 01.01.1818 | Harmelen, Veldhuizen                                         | Neubildung      | Veldhuizen                                                                    |
| 01.01.1818 | Baarn, De Vuursche                                           | Neubildung      | De Vuursche                                                                   |
| 01.01.1818 | Montfoort, Willeskop                                         | Neubildung      | Willeskop                                                                     |
| 01.01.1818 | Jaarsveld, Willige Langerak                                  | Neubildung      | Willige Langerak                                                              |
| 01.01.1818 | Linschoten, Wulverhorst                                      | Neubildung      | Wulverhorst                                                                   |
| 01.10.1819 | Ankeveen                                                     | Umgliederung    | Ankeveen, Provinz Holland                                                     |
| 01.10.1819 | Kortenhoef                                                   | Umgliederung    | Kortenhoef, Provinz Holland                                                   |
| 01.10.1819 | Loenen-Kronenburg, Provinz Holland                           | Umgliederung    | Loenen-Kronenburg                                                             |
| 01.10.1819 | Loosdrecht, Provinz Holland                                  | Umgliederung    | Loosdrecht                                                                    |
| 01.10.1819 | Nederhorst den Berg                                          | Umgliederung    | Nederhorst den Berg, Provinz Holland                                          |
| 01.10.1819 | Thamen                                                       | Umgliederung    | Thamen, Provinz Holland                                                       |
| 01.10.1819 | Uithoorn                                                     | Umgliederung    | Uithoorn, Provinz Holland                                                     |
| 01.10.1819 | Waverveen, Provinz Holland                                   | Umgliederung    | Waverveen                                                                     |
| 01.01.1820 | Loenen-Kronenburg Stichts Loenen                             | Zusammenschluss | Loenen                                                                        |
| 01.01.1821 | Cabauw, Provinz Holland                                      | Umgliederung    | Cabauw                                                                        |
| 01.01.1821 | Hagestein                                                    | Umgliederung    | Hagestein, Provinz Holland                                                    |
| 01.01.1821 | Indijk, Provinz Holland                                      | Umgliederung    | Indijk                                                                        |
| 01.01.1821 | Lange Ruige Weide                                            | Umgliederung    | Lange Ruige Weide, Provinz Holland                                            |
| 01.01.1821 | Oukoop                                                       | Umgliederung    | Oukoop, Provinz Holland                                                       |
| 01.01.1821 | Papekop                                                      | Umgliederung    | Papekop, Provinz Holland                                                      |
| 01.01.1821 | Snelrewaard, Provinz Holland                                 | Umgliederung    | Snelrewaard                                                                   |
| 01.01.1821 | Teckop, Provinz Holland                                      | Umgliederung    | Teckop                                                                        |
| 01.01.1821 | Zevender, Provinz Holland                                    | Umgliederung    | Zevender                                                                      |
| 01.01.1821 | Zuid-Polsbroek, Provinz Holland                              | Umgliederung    | Zuid-Polsbroek                                                                |
| 13.01.1821 | Indijk                                                       | Eingliederung   | Harmelen                                                                      |
| 01.08.1823 | Abstede Catharijne Lauwerecht Tolsteeg                       | Eingliederung   | Utrecht                                                                       |
| 01.01.1841 | Vinkeveen Waverveen                                          | Eingliederung   | Vinkeveen en Waverveen                                                        |
| 01.01.1846 | Vliet                                                        | Eingliederung   | Haastrecht                                                                    |
| 08.09.1857 | De Vuursche                                                  | Eingliederung   | Baarn                                                                         |
| 08.09.1857 | Portengen                                                    | Eingliederung   | Breukelen-Nijenrode                                                           |
| 08.09.1857 | Rhijnauwen                                                   | Eingliederung   | Bunnik                                                                        |
| 08.09.1857 | Sterkenburg                                                  | Eingliederung   | Driebergen                                                                    |
| 08.09.1857 | Gerverskop                                                   | Eingliederung   | Harmelen                                                                      |
| 08.09.1857 | Duist                                                        | Eingliederung   | Hoogland                                                                      |
| 08.09.1857 | Oud-Wulven Schoonauwen                                       | Eingliederung   | Houten                                                                        |
| 08.09.1857 | ’s-Gravesloot Kamerik-Houtdijken Kamerik-Mijzijde Teckop     | Zusammenschluss | Kamerik                                                                       |
| 08.09.1857 | Darthuizen                                                   | Eingliederung   | Leersum                                                                       |
| 08.09.1857 | Achthoven Wulverhorst                                        | Eingliederung   | Linschoten                                                                    |
| 08.09.1857 | Maarssenbroek                                                | Eingliederung   | Maarssen                                                                      |
| 08.09.1857 | Noord-Polsbroek Zuid-Polsbroek                               | Zusammenschluss | Polsbroek                                                                     |
| 08.09.1857 | Cabauw Zevender                                              | Eingliederung   | Willige Langerak                                                              |
| 08.09.1857 | Oudhuizen                                                    | Eingliederung   | Wilnis                                                                        |
| 01.05.1931 | Driebergen Rijsenburg                                        | Zusammenschluss | Driebergen-Rijsenburg                                                         |
| 01.05.1941 | Abcoude-Baambrugge Abcoude-Proostdij                         | Zusammenschluss | Abcoude                                                                       |
| 01.05.1942 | Laag Nieuwkoop                                               | Eingliederung   | Kockengen                                                                     |
| 01.01.1943 | Jaarsveld Willige Langerak                                   | Eingliederung   | Lopik                                                                         |
| 01.01.1949 | Breukelen-Nijenrode Breukelen-Sint Pieters                   | Zusammenschluss | Breukelen                                                                     |
| 01.07.1949 | Maarsseveen                                                  | Eingliederung   | Maarssen                                                                      |
| 01.01.1954 | Zuilen                                                       | Eingliederung   | Utrecht                                                                       |
| 01.01.1954 | Oudenrijn, Gebietsteile                                      | Umgliederung    | Utrecht                                                                       |
| 01.01.1954 | Haarzuilens Veldhuizen Vleuten                               | Zusammenschluss | Vleuten-De Meern                                                              |
| 01.01.1954 | Oudenrijn, Gebietsteile                                      | Umgliederung    | Vleuten-De Meern                                                              |
| 01.01.1954 | Achttienhoven                                                | Eingliederung   | Westbroek                                                                     |
| 01.01.1957 | Tienhoven                                                    | Eingliederung   | Maarssen                                                                      |
| 01.07.1957 | Westbroek                                                    | Eingliederung   | Maartensdijk                                                                  |
| 01.01.1962 | Schalkwijk Tull en ’t Waal                                   | Eingliederung   | Houten                                                                        |
| 01.02.1964 | Rietveld                                                     | Eingliederung   | Woerden, Provinz Zuid-Holland                                                 |
| 01.04.1964 | Ruwiel                                                       | Eingliederung   | Breukelen                                                                     |
| 01.04.1964 | Loenersloot Vreeland                                         | Eingliederung   | Loenen                                                                        |
| 01.09.1964 | Odik Werkhoven                                               | Eingliederung   | Bunnik                                                                        |
| 01.06.1969 | Stoutenburg                                                  | Eingliederung   | Leusden                                                                       |
| 01.09.1970 | Oudewater, Provinz Zuid-Holland                              | Umgliederung    | Oudewater                                                                     |
| 01.09.1970 | Hoenkoop                                                     | Eingliederung   | Oudewater                                                                     |
| 01.07.1971 | Jutphaas Vreeswijk                                           | Zusammenschluss | Nieuwegein                                                                    |
| 01.01.1974 | Hoogland                                                     | Eingliederung   | Amersfoort                                                                    |
| 01.01.1989 | Kockengen                                                    | Eingliederung   | Breukelen                                                                     |
| 01.01.1989 | Benschop Polsbroek                                           | Eingliederung   | Lopik                                                                         |
| 01.01.1989 | Nigtevecht                                                   | Eingliederung   | Loenen                                                                        |
| 01.01.1989 | Linschoten Willeskop                                         | Eingliederung   | Montfoort                                                                     |
| 01.01.1989 | Snelrewaard                                                  | Eingliederung   | Oudewater                                                                     |
| 01.01.1989 | Mijdrecht Vinkeveen en Waverveen Wilnis                      | Zusammenschluss | De Ronde Venen                                                                |
| 01.01.1989 | Woerden, Provinz Zuid-Holland                                | Umgliederung    | Woerden                                                                       |
| 01.01.1989 | Kamerik Zegveld                                              | Eingliederung   | Woerden                                                                       |
| 01.01.1996 | Cothen Langbroek                                             | Eingliederung   | Wijk bij Duurstede                                                            |
| 01.01.2001 | Maartensdijk                                                 | Eingliederung   | De Bilt                                                                       |
| 01.01.2001 | Vleuten-De Meern                                             | Eingliederung   | Utrecht                                                                       |
| 01.01.2001 | Harmelen                                                     | Eingliederung   | Woerden                                                                       |
| 01.01.2002 | Vianen, Provinz Zuid-Holland                                 | Umgliederung    | Vianen                                                                        |
| 01.01.2002 | Loosdrecht                                                   | Eingliederung   | Wijdemeren, Provinz Noord-Holland                                             |
| 01.01.2006 | Amerongen Doorn Driebergen-Rijsenburg Leersum Maarn          | Zusammenschluss | Utrechtse Heuvelrug                                                           |
| 01.01.2011 | Abcoude                                                      | Eingliederung   | De Ronde Venen                                                                |
| 01.01.2011 | Breukelen Loenen Maarssen                                    | Zusammenschluss | Stichtse Vecht                                                                |
| 01.01.2019 | Leerdam, Provinz Zuid-Holland                                | Umgliederung    | Leerdam                                                                       |
| 01.01.2019 | Zederik, Provinz Zuid-Holland                                | Umgliederung    | Zederik                                                                       |
| 01.01.2019 | Leerdam Vianen Zederik                                       | Zusammenschluss | Vijfheerenlanden                                                              |

## Anzahl der Gemeinden
Die Angabe zum 4. Oktober 1830 bezieht sich auf die Trennung Belgiens von den Niederlanden. Die weiteren Zahlen beziehen sich auf die Situation nach den Reformen zum angegebenen Zeitpunkt.
| Datum      | Gemeinden |
| ---------- | --------- |
| 04.10.1830 | 95        |
| 01.01.1841 | 94        |
| 01.01.1846 | 93        |
| 08.09.1857 | 74        |
| 01.05.1931 | 73        |
| 01.05.1941 | 72        |
| 01.05.1942 | 71        |
| 01.01.1943 | 69        |
| 01.01.1949 | 68        |
| 01.07.1949 | 67        |

| Datum      | Gemeinden |
| ---------- | --------- |
| 01.01.1954 | 61        |
| 01.01.1957 | 60        |
| 01.07.1957 | 59        |
| 01.01.1962 | 57        |
| 01.02.1964 | 56        |
| 01.04.1964 | 53        |
| 01.09.1964 | 51        |
| 01.06.1969 | 50        |
| 01.07.1971 | 49        |
| 01.01.1974 | 48        |

| Datum      | Gemeinden |
| ---------- | --------- |
| 01.01.1989 | 38        |
| 01.01.1996 | 36        |
| 01.01.2001 | 33        |
| 01.01.2006 | 29        |
| 01.01.2011 | 26        |